# Les Années rebelles
Pour plus de détails, voir Fiche technique et Distribution.
Les Années rebelles (Inventing the Abbotts) est un film américain réalisé par Pat O'Connor, sorti en 1997.

## Synopsis
Doug Holt a quinze ans. Il vit avec une mère institutrice et Jacey, son frère aîné. Doug est un ami de longue date de Pamela Abbott, la fille de l'une des plus grandes fortunes de la ville. Quant à Jacey, il décide de monter sa propre affaire avec la « rebelle » Eleanor Abbott dans le but de monter dans l'échelle sociale. Mais M. Abbott, le patriarche, voit ça d'un mauvais œil.

## Fiche technique
- Réalisation : Pat O'Connor[2]
- Production : Ron Howard, Brian Grazer pour Imagine Entertainment
- Montage : Ray Lovejoy
- Musique : Michael Kamen

## Distribution
- Joaquin Phoenix (VF : Olivier Jankovic) : Doug Holt
- Billy Crudup (VF : Christophe Lemoine) : Jacey Holt
- Will Patton : Lloyd Abbott
- Kathy Baker (VF : Caroline Beaune) : Helen Holt
- Jennifer Connelly (VF : Sarah Marot) : Eleanor Abbott
- Liv Tyler (VF : Véronique Soufflet) : Pamela Abbott
- Michael Sutton : Steve
- Joanna Going (VF : Déborah Perret) : Alice Abbott
- Barbara Williams : Joan Abbott
- Alessandro Nivola : Peter Vanlaningham
- Shawn Hatosy : Victor
- Garrett M. Brown : Webb Crosby
- Julie Benz : Co-ed
- Michael Keaton (VF : Olivier Jankovic) : le narrateur / Doug, âgé (non crédité)